# Imusatén (Dar el Quebdani)
Imusatén (en árabe: اموساكن‎, en francés: Imoussatène) es una localidad marroquí perteneciente al municipio de Dar el Quebdani, en la región Oriental. Desde 1912 hasta 1956 perteneció a la zona norte del Protectorado español de Marruecos.